# Knockemstiff (Ohio)
Knockemstiff, també conegut com a Glenn Shade o Shady Glenn, és una àrea no incorporada localitzada al nord-est de Huntington Township, al comtat de Ross de l'estat d'Ohio (Estats Units), i al sud-oest de Chillicothe.
El nom de la comunitat també és el títol d'una col·lecció de relats curts escrits pel nadiu del comtat de Ross, Donald Ray Pollock.